# División de Honor Amateur 1951
La División de Honor Amateur 1951 fue la tercera edición del torneo, y la última antes de la creación de la División de Ascenso Profesional en 1952. Contó con la participación de 14 equipos, y el campeón fue Thomas Bata de Peñaflor, que alcanzó su primer título.

## Equipos participantes
| Equipo              | Localidad    |
| ------------------- | ------------ |
| Alianza             | Curicó       |
| América             | Rancagua     |
| Instituto O'Higgins | Rancagua     |
| Israelita Maccabi   | Santiago     |
| Lautaro             | Buin         |
| Luis Matte Larraín  | Puente Alto  |
| Maestranza Central  | San Bernardo |
| Minas Melón         | El Melón     |
| Rangers             | Talca        |
| Santiago National   | Santiago     |
| Thomas Bata         | Peñaflor     |
| Trasandino          | Los Andes    |
| Walter Müller       | Santiago     |
| Yarur               | Santiago     |

## Desarrollo

### Clasificación
La tabla definitiva de la División de Honor Amateur 1951 quedó de la siguiente forma:
| Pos. |  | Equipo              | Pts. | Clasificación           |
| ---- |  | ------------------- | ---- | ----------------------- |
| 1    |  | Thomas Bata         | 39   | Final por el campeonato |
| 1    |  | Maestranza Central  | 39   | Final por el campeonato |
| 3    |  | Rangers             | 37   |                         |
| 4    |  | América             | 36   |                         |
| 5    |  | Minas Melón         | 35   |                         |
| 6    |  | Walter Müller       | 31   |                         |
| 6    |  | Trasandino          | 31   |                         |
| 8    |  | Instituto O'Higgins | 28   |                         |
| 9    |  | Lautaro             | 22   |                         |
| 9    |  | Luis Matte Larraín  | 22   |                         |
| 11   |  | Santiago National   | 21   |                         |
| 12   |  | Yarur               | 20   |                         |
| 13   |  | Alianza             | 14   |                         |
| 14   |  | Israelita Maccabi   | 10   |                         |

### Final por el campeonato
Luego de quedar empatados en el primer lugar con 39 puntos, Thomas Bata y Maestranza Central definieron al campeón en el Estadio Braden de Rancagua el 2 de marzo de 1952. Thomas Bata ganó 2-1 y conquistó su primer campeonato de la división.
| 2 de marzo de 1952 | Thomas Bata            | 2-1 | Maestranza Central | Estadio Braden, Rancagua                                |                                                         |
| 16:30              | - Cid 5' - Vilches 69' |     | - López 18'        | Asistencia: 4000 espectadores Árbitro(s): Carlos Robles | Asistencia: 4000 espectadores Árbitro(s): Carlos Robles |

|                     |
| Campeón Thomas Bata |
| 1.er título         |